# Происшествие в стране Мульти-Пульти
«Происше́ствие в стране́ Му́льти-Пу́льти» — музыкальная сказка по одноимённой пьесе Аркадия Хайта и Александра Левенбука (1973) на музыку Бориса Савельева и Александра Флярковского.
Грампластинка с записью сказки вышла на фирме «Мелодия» в 1982 году (запись 1981 года). Режиссёр — Лев Шимелов. Сюжет сказки примечателен использованием новаторских для своего времени приёмов, таких как: кроссовер и разрушение четвёртой стены.

## Сюжет
Злодеи из нескольких мультфильмов: Шапокляк, её друзья — Трус, Балбес, Бывалый (разбойники из мультфильма «Бременские музыканты») и Волк решают объединить свои силы, чтобы больше не проигрывать. Им удаётся поймать и запереть в чулан Чебурашку, Бременских музыкантов и Зайца. Однако дальше их план нарушается. Крокодил Гена и Карлсон обводят злодеев вокруг пальца, призывая на подмогу всех детей, которые слушают пластинку.
Будучи одним из первых и редких советских кроссоверов, сказка получила дополнительное очарование благодаря тому, что в озвучивании персонажей приняли участие оригинальные актёры. Клара Румянова стала голосом Чебурашки и Зайца, а Георгий Вицин, Юрий Никулин и Евгений Моргунов вновь сыграли Труса, Балбеса и Бывалого — последний раз в своей биографии. Анатолий Папанов произнёс несколько реплик Волка в более ранних радиопостановках (подробнее о них см. ниже). На пластинке Волка озвучивал друг Папанова — актёр и пародист Юрий Гарин, полностью передавший манеру персонажа, не впадая при этом в имитацию. То же касалось и Старухи Шапокляк в исполнении Киры Смирновой. За Крокодила Гену и Карлсона, чьи голоса отошли несколько дальше от привычного мультипликационного звучания, говорили Геннадий Дудник (он же озвучивал Волка в 10-м выпуске «Ну, погоди!») и Леонид Каневский. Бременские музыканты на экране не разговаривали, так что их, естественно, тоже озвучивали новые актёры, но их появление сопровождалось песней «Ничего на свете лучше нету» из оригинального мультфильма.
Действующие лица и исполнители
- Крокодил Гена — Геннадий Дудник
- Чебурашка, Заяц — Клара Румянова
- Шапокляк — Кира Смирнова
- Карлсон — Леонид Каневский
- Волк — Юрий Гарин
- Балбес — Юрий Никулин
- Трус — Георгий Вицин
- Бывалый — Евгений Моргунов
- Бременские музыканты
  - Осёл — Лев Шимелов
  - Пёс — Григорий Лямпе
  - Кот, Петух — Всеволод Абдулов

Вокал
- Оля и Жанна Рождественские, ВИА «Акварели» (рук. Александр Тартаковский)

Оркестр
- Ансамбль «Мелодия» (рук. Георгий Гаранян)

Техническая группа
- Режиссёр — Л. Шимелов
- Звукорежиссёр — А. Штильман
- Редактор — М. Бутырская
- Художник — В. Попов

Продолжительность
- 44 минуты

Песни
| №  | Название                                                     | Исполняют персонажи                                         | Авторы                                     |
| 1  | Песенка о стране Мульти-Пульти (Мульти-Пульти чудная страна) | О. и Ж. Рождественские, ВИА «Акварели»                      | Муз. Б. Савельев, сл. А. Хайт              |
| 2. | Ломать, крушить и рвать на части                             | Трус, Балбес, Бывалый, Волк, Шапокляк                       | Муз. Б. Савельев, сл. А. Хайт              |
| 3. | Песенка о дружбе (Пусть поёт нам ветер веселей)              | ВИА «Акварели»                                              | Муз. Б. Савельев, сл. А. Хайт, А. Левенбук |
| 4. | Хвастуны (Молодец, молодец!)                                 | Волк, Трус, Балбес, Бывалый, Шапокляк                       | Муз. А. Флярковский, сл. А. Хайт           |
| 5. | Песня друзей (Ничего на свете лучше нету) 1-й куплет         | Бременские музыканты (исполнители О. Анофриев и А. Горохов) | Муз. Г. Гладков, сл. Ю. Энтин              |
| 6. | Песенка о музыкальных инструментах                           | Бременские музыканты                                        | Муз. Б. Савельев, сл. А. Хайт, А. Левенбук |
| 7. | Сластёны (Ни за что на свете каши есть не стану)             | Балбес и Бывалый                                            | Муз. А. Флярковский, сл. А. Хайт           |
| 8. | Песенка о стране Мульти-Пульти (Мульти-Пульти чудная страна) | О. и Ж. Рождественские, ВИА «Акварели»                      | Муз. Б. Савельев, сл. А. Хайт              |

## История создания
Текст пьесы закончен 18 октября 1973 года и в 1974 году отпечатан для распространения по каналам ВААП. Объединение персонажей было своеобразным «дружеским обменом» между Аркадием Хайтом — одним из авторов «Ну, погоди!» и Эдуардом Успенским — автором Чебурашки. В дальнейшем Хайт «одолжил» Успенскому Волка для пьесы «Чудеса с доставкой на дом» (1975).
Песня «Мульти-Пульти чудная страна» впервые прозвучала в 1974 году на пластинке в журнале «Кругозор» № 7, где в небольшом сюжете Клара Румянова и Анатолий Папанов рассказывали детям об озвучивании «Ну, погоди!»:

А. Папанов: Над волком издеваются все кому не лень. Нашли себе объект для посмешища. И что они [дети] ко мне прицепились?! Что, им мало других домашних животных: крокодилов, зайцев, карлсонов и прочих чебурашек?
К. Румянова: Хорошо ещё, что за семь серий фильма мы с ним ещё пока ни разу не пели, а то бы [дети] обязательно потребовали: «Ну погоди, Волк! Спой свою песню».

В этом году в 8-м выпуске «Ну, погоди!» Волк и Заяц как раз пели новогоднюю песенку. В пьесу позже были добавлены злодейские песни, и на пластинке Волк исполнил два собственных куплета.
Другой узнаваемый фрагмент из пьесы: реплика Волка про букварь, жалобы Волка на свою тяжёлую судьбу и дразнилка Зайца — ещё раньше прозвучал в самом первом выпуске передачи «Радионяня», придуманной Эдуардом Успенским. Волк с Зайцем там давали Николаю Литвинову интервью в студии словно реальные кинозвёзды (запись 1971 года, вышла в эфир 1 января 1972).
Само слово «мульти-пульти» впервые встречается у Корнея Чуковского в книге «От двух до пяти» (1963)

Дети тяготеют к этим «двустворчатым» словам гораздо сильнее, чем взрослые. Игорь, трех лет семи месяцев:
— Папа, а будут сегодня передавать по телевизору мульти-пульти?
Это звонкое мульти-пульти куда привлекательнее для детского слуха, чем вялая и тягучая мультипликация.

В таком же значении: «мульти-пульти посмотрим» — в рассказе Василия Шукшина «Как зайка летал на воздушных шариках» (1972). Ныне оно включено в словари как разговорное и шутливое обозначение мультфильма. Повторение слова с изменением его начального звука в лингвистике называется приёмом рифмованного эха.

## Критика
Пьеса ставилась детскими театрами в различных городах Советского Союза. Тогдашняя печать с осуждением смотрела на развлекательный жанр и отзывалась о спектакле крайне негативно. В. Пархоменко в журнале «О литературе для детей» в 1979 году характеризовал его как «крайне эклектичную компиляцию». Р. Якучёнис в журнале «Коммунист» (Литовская ССР) в 1981 году, приводя в пример удачные театральные постановки по классической художественной литературе, осуждающе писал:
И рядом с ними особенно убогой кажется массовая театральная продукция для детей. Это мнение подтверждает и редкий случай в жизни театров, когда приходится вычеркивать спектакль из репертуара из-за особо низкого художественного уровня. Такая участь в прошлом году как раз и постигла спектакли для детей «Приключения в Стране Мульти-Пульти» А. Хайта и А. Левенбука в Государственном русском драматическом театре…

В журнале «Детская литература» в 1987 году было напечатано письмо рассерженных зрителей, посмотревших постановку Ростовского театра музыкальной комедии. По мнению детей, все персонажи кроме Карлсона были сыграны актёрами неправильно. Взрослые авторы письма, И. Семёнова и О. Стацевич, недоумевали, почему среди Бременских музыкантов нет Трубадура, а Заяц поёт куплет из кинофильма «Бриллиантовая рука». Пьесу раскритиковали за бессюжетность, обилие ругательств и иностранных слов:
«Долго ли наших детей будут пичкать халтурой?» — хочется спросить товарищей, которые сидя в должностных креслах, выпускают в свет для представления массовому зрителю подобные сценарии, и Управлению культуры, принявшему явно сырой и безвкусный спектакль для детей?

## Отличия пьесы от пластинки
Между первоначальным текстом пьесы и версией, получившей всеобщую известность на пластинке, имеются незначительные отличия. Среди наиболее заметных и интересных можно отметить следующие:
- Песня «Мульти-Пульти чудная страна» имеет две дополнительные строфы в другом ритме

Мы приходим в кино,
В зале гасится свет,
Наступает момент тишины…
И картинки, ожившие,
Шлют нам привет
Из далёкой волшебной страны.
<…>	
Часто взрослые нам
Про мультфильм говорят,
Будто это всего лишь обман.
Ну а сами тайком
На галёрке сидят
И, как дети, глядят на экран.

- Шапокляк называет своими любимчиками не только двоечников, но и колышников.
- Шапокляк среди каверз упоминает бросание карбида в чернильницу (что ещё могло быть актуальным в начале 70-х годов[17][18]).
- Балбес говорит, что смотрит только фильмы, на которые детей до 16 лет не пускают. Про «Ну, погоди!» говорит Трус и заявляет, что посмотрел 21 серию, а, когда Бывалый ему возражает: «Не ври, их всего семь», уточняет: «А я каждую по три раза смотрел».
- Волк выходит прямо с киноэкрана — из 3-го выпуска «Ну, погоди!» с трубой на голове.
- Вместо «Ломать, крушить и рвать на части» злодеи напевают песенку Антошки. Отсутствуют песни «Хвастуны» и «Сластёны».
- На стене видна надпись «Оля+Коля = Любовь».
- Шапокляк называет Волка товарищ Волк. Он отвечает: «Тамбовский волк тебе товарищ. А я — московский Областной»[19]. В другом эпизоде Волк уважительно называет Шапокляк королевой красоты.
- Заяц выходит, напевая песню «А нам всё равно», которую он пел в 2-м выпуске «Ну, погоди!». На пластинке он поёт «O sole mio» из 5-го выпуска.
- Карлсон советует Зайцу: «Будь смелым, решительным — сразу беги». На пластинке эту шутку передали Трусу.
- Волк поёт дразнилку про Чебурашку: «Ох рано встаёт охрана! Охрана возле чулана. Мы крепко закрыли дверь. Там Чебурашка — ужасный зверь».
- В конце первого действия Карлсон предлагает зрителям подзаправиться в буфете и объявляет антракт.
- Заяц советует разбойникам слушать «Радионяню».
- Трус и Балбес, собираясь ловить крокодила, дерутся друг с другом, «репетируя» приёмы самбо. Увидев крокодила, с криком: «Геннадий!» падают в обморок от страха.
- Успехи и поражения сторон здесь чередуются. Труса и Балбеса связывают и Чебурашку с Зайцем спасают, но Шапокляк, Бывалый и Волк в это время крадут инструменты Бременских музыкантов. Карлсону приходит светлая мысль просто купить новые инструменты в музыкальном магазине. Это оказывается ловушкой — Шапокляк вешает ложную вывеску магазина на дверь чулана и герои опять попадают в плен. Карлсон вместе с Геной ускользают по воздуху.
- Разбойники вооружены саблями и мушкетами, стреляют по Карлсону.
- Мысль обратиться за помощью к ребятам принадлежит не Карлсону, а Крокодилу Гене, и ситуацию он обрисовывает более откровенно:

 Ребята, положение очень сложное. Нас осталось только двое. Оружия у нас нет. Одна надежда на вашу помощь.

## Спортивные страсти в стране Мульти-Пульти
В 1975 году Хайт и Левенбук сочинили пьесу-продолжение «Спортивные страсти в стране Мульти-Пульти», посвящённую грядущей Олимпиаде. Стихи к песням написал Михаил Танич, а музыку — Владимир Мигуля.
Герои мультфильмов объединяются в две спортивные команды. Команду разбойников и Волка возглавляет Баба-Яга. Ей не нравится проведение Олимпиады, потому что тогда дети начнут заниматься спортом и им будет некогда хулиганить, но ещё больше ей хочется занять первое место. Команда положительных героев состоит из Зайца, Буратино, Винни-Пуха, Льва Бонифация и капитана Карлсона. Появляется так же персонаж другого мультфильма Хайта — Кот Леопольд, а среди жителей страны Мульти-Пульти упоминается Микки-Маус.
Отрицательные герои вместо тренировок предпочитают «побольше есть, побольше спать — накапливать силы», пытаются испортить спортзал, а на соревнованиях используют для достижения победы нечестные приёмы. Волк и Заяц участвуют в боксе (побеждает Заяц), Бонифаций и Бывалый — в борьбе (Бонифаций проигрывает, потому что Баба-Яга даёт ему снотворное), Винни-Пух и Балбес — в стрельбе по мишеням (результаты признаются недействительными). В финальном соревновании — эстафете, злодеи своими уловками вредят сами себе, и команда Добра побеждает, выигрывая Олимпиаду со счетом 3:2.
Действующие лица
- Карлсон, капитан спортивной команды «Пропеллер»
- Заяц
- Буратино
- Винни-Пух
- Лев Бонифаций
- Баба-Яга, капитан спортивной команды «Метла»
- Волк
- Балбес
- Трус
- Бывалый
- Паук, обитатель спортзала и болельщик, помогает злодеям
- Кот Леопольд, судья на соревнованиях
- Мыши, судьи на соревнованиях, дружат с Леопольдом
- Почтальон, рассказчик в начале спектакля

Спектакль ставился в различных театрах, в том числе в «Московском государственном театре эстрады», в Рижском театре музыкальной комедии, в Львовском театре оперы и балета. Полной его записи не сохранилось. Фрагмент можно услышать в 53-м выпуске «Радионяни».

## Ремейк
В 2022 году пластинка «Происшествие в стране Мульти-Пульти» 1982 года была экранизирована творческой командой Ивана Урганта по заказу онлайн-сервиса KION. Фильм снят в стиле детских передач-телеспектаклей начала 1980-х годов (в частности, программы «Будильник»). Оригинальный текст был оставлен без изменений, песни получили современную аранжировку.
В ролях:
- Крокодил Гена / ведущий программы «Будильник» — Евгений Цыганов
- Чебурашка — Тимофей Трибунцев
- Заяц — Виктория Исакова
- Волк — Алексей Серебряков
- Бременские музыканты:
  - Осёл — Екатерина Варнава
  - Петух — Александр Гудков
  - Пёс — Алла Михеева
  - Кот — Дмитрий Хрусталёв
- Трус — Александр Петров
- Балбес — Данила Козловский
- Бывалый — Сергей Бурунов
- Карлсон / ведущий программы «Будильник» — Иван Ургант
- Шапокляк / ведущая программы «Будильник» — Ксения Раппопорт

31 декабря 2022 года фильм был выложен на сервис KION, но спустя несколько часов был удалён оттуда по неизвестной причине. Исполнитель роли Карлсона и сопродюсер постановки Иван Ургант не появлялся в публичном пространстве с начала вторжения России в Украину после снятия с телеэфира его вечернего шоу.